# Asambleas presidenciales del Partido Demócrata de 2008 en Colorado
Las Asambleas democráticas de Colorado, 2008 fueron el 5 de febrero de 2008, también conocido como Super Martes. Según el Denver Post las últimas encuestas realizadas a finales de enero, ponían al senador de Illinois, Barack Obama como el ganador, aunque las encuestas de a comienzos de años ponían a la senadora de Nueva York Hillary Clinton como ganadora por dos dígitos. Las asambleas empezaron a las  7 p. m.
A un costo de método ahorrativo, Colorado dejó de hacer elecciones primarias en el 2000 en favor a un sistema de asambleas. Las asambleas son hechas y pagadas por los partidos políticos.

## Resultados
| Candidato       | Votos   | Porcentajes | Delegados |
| --------------- | ------- | ----------- | --------- |
| Barack Obama    | 79,344  | 66.57%      | 13        |
| Hillary Clinton | 38,587  | 32.38%      | 6         |
| Indecisos       | 1,253   | 1.05%       | 0         |
| Total           | 119,184 | 100%        | 19        |